# Cap Blanc (Mauretanien)

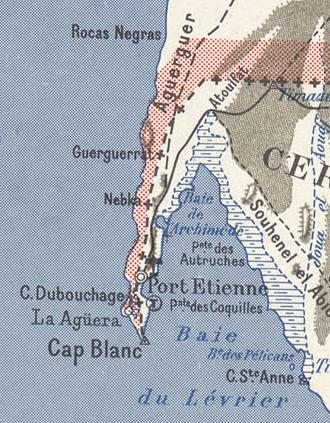
Karte von 1958

Cap Blanc (franz.), portugiesisch Cabo Branco, spanisch Cabo Blanco, deutsch „Weißes Kap“, arabisch رأس نواذيبو, DMG Raʾs Nuwāḏībū; ist ein Kap an der Westküste Afrikas im heutigen Mauretanien an der Südspitze der gleichnamigen Halbinsel, siehe: Ras Nouadhibou. Es wurde 1441 von portugiesischen Seefahrern unter dem Befehl von Nuno Tristão und Antão Gonçalves bei der Erkundung der afrikanischen Küste im Auftrag von Heinrich dem Seefahrer erreicht.
Das Kap ist eine bis heute wesentliche Landmarke zur Identifikation der Arguin-Sandbank. Sobald dieses querab geortet ist, liegt diese Sandbank im Süden. Schiffe halten dann einen West-Südwest-Kurs, um ein Auflaufen auf den seichten Sandbänken und Riffen der Arguin-Sandbank zu verhindern.
Eine Fehlidentifikation dieses Kaps führte im Jahr 1816 dazu, dass die französische Fregatte Méduse auf der Arguin-Sandbank auflief. Da keine ausreichenden Rettungsboote zur Verfügung stand, mussten 157 der 400 Personen an Bord sich einem notdürftig gezimmerten Floß anvertrauen. Auf dem Floß, das steuerlos und ohne ausreichende Nahrung und Wasser über den Atlantik trieb, kam es zu Kannibalismus und brutalen Auseinandersetzungen um die restlichen Lebensmittel. Gerettet wurden nur 15 Personen. Das Schiffsunglück zählt zu den bekanntesten des 19. Jahrhunderts, löste in Frankreich einen Regierungsskandal aus und wurde unter anderem von Maler Géricault in dem Gemälde Das Floß der Medusa verewigt.
1910 wurde nahe der Grenze zu Westsahara ein Leuchtturm als Landungslicht für den Hafen in Nouadhibou, früher Port-Étienne, errichtet.
Koordinaten: 20° 46′ 12,2″ N, 17° 2′ 55,7″ W